# Vengeance (película)
Vengeance (también llamada Jack's Law) es una película estadounidense de 2006 protagonizada por Danny Trejo, 50 Cent y Diamond Dallas Page.

## Premisa
Jack es un policía retirado cuya esposa e hija son asesinadas. Es enviado a prisión por un crimen que no cometió, sin embargo, al ser liberado busca venganza.

## Elenco
- Danny Trejo
- Dallas Page
- Jason Mewes
- 50 Cent
- Tech N9ne
- Donal Logue

## Secuela
El director Gil Medina ha escrito un guion para una presunta secuela.

## Desarrollo
El primer tráiler fue estrenado el 22 de mayo de 2010. El director de la película, Gil Medina, esperaba que la película tuviera un estreno en cines.